# Rhynchoscolex
Rhynchoscolex är ett släkte av plattmaskar. Rhynchoscolex ingår i familjen Stenostomidae.
Kladogram enligt Catalogue of Life:
| Rhynchoscolex | \| \| Rhynchoscolex platypus \| \| \| \| \| \| Rhynchoscolex simplex \| \| \| \| |
|               | \| \| Rhynchoscolex platypus \| \| \| \| \| \| Rhynchoscolex simplex \| \| \| \| |
|               | Myostenostomum                                                                   |
|               |                                                                                  |
|               | Stenostomum                                                                      |
|               |                                                                                  |
|               | Rhynchoscolex platypus                                                           |
|               |                                                                                  |
|               | Rhynchoscolex simplex                                                            |
|               |                                                                                  |

|  | Rhynchoscolex platypus |
|  |                        |
|  | Rhynchoscolex simplex  |
|  |                        |